# Usignolo (organo)

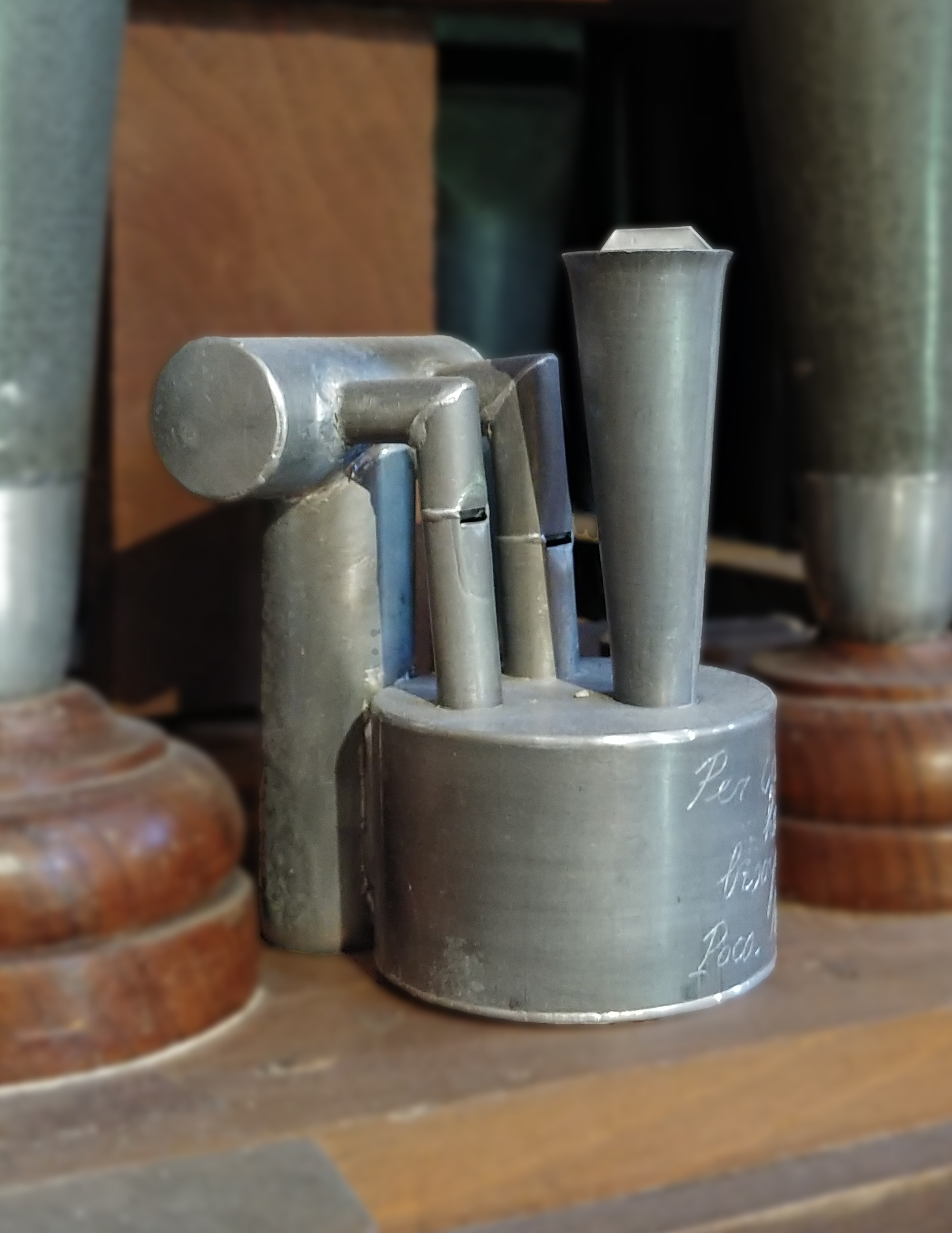
L'usignolo dell'organo del tempio di San Biagio a Montepulciano.

L'usignolo è un accessorio proprio dell'organo.

## Struttura
L'usignolo, conosciuto anche come rossignolo, uccelli o uccelliera, è un particolare accessorio di alcuni organi. Secondo il musicologo Peter Williams la sua prima apparizione avvenne nel corso del II secolo A. C. durante il periodo ellenistico in Grecia ove era utilizzato all'interno dei teatri per simulare il canto degli uccelli durante gli spettacoli. Dopo essere caduto in disuso, viene riscoperto negli organi , francesi, italiani e tedeschi del sud durante il periodo barocco.
Si tratta di un congegno composto da alcune piccole canne, solitamente tre o quattro, rovesciate all'interno di una vaschetta riempita d'acqua fino all'altezza della bocca delle canne stesse. Azionando questo accessorio, l'emissione dell'aria a pelo d'acqua provoca un suono caratteristico, simile al cinguettio degli uccelli. Questo accessorio può essere utilizzato come sottofondo per brani di carattere elegiaco.
È anche conosciuto come Nachtigall e Vogelgesang in tedesco, Pajaritos in spagnolo, Rossignol in francese e Avicinium in latino.